# Davanti al manicomio di Saint-Rémy
Davanti al manicomio di Saint-Rémy è un dipinto a olio su tela (58x45 cm) realizzato nel 1889 da Vincent van Gogh. Si trova presso il Museo d'Orsay di Parigi.
Nell'opera è raffigurato il fronte del reparto maschile del manicomio di Saint-Rémy. Vincent parla di questo dipinto nella Lettera 613.
Durante il ricovero, a Vincent era permesso dipingere, anche al di fuori dell'ospedale, accompagnato da un inserviente.